# Craig Ward
Craig Ward is een Schotse muzikant. Hij werd bekend als lid van onder andere dEUS, Kiss My Jazz, The Love Substitutes en True Bypass.

## Levensloop
Hij groeide op in Cumbernauld in Schotland. Nadat hij afstudeerde als filosoof trok hij een lange tijd door Europa als straatmuzikant. Hij kwam op vraag van Stef Kamil Carlens naar Antwerpen op vakantie. Kort daarop werd hij lid van Kiss My Jazz, de groep rond Rudy Trouvé. Deze vond hem zo goed dat Trouvé hem voorstelde als vervanger na zijn vertrek bij dEUS.
In 1995 sloot Craig Ward aan bij dEUS. Volgens sommige bronnen was de Schot op weg naar een baan als leraar in Schotland toen Tom Barman hem opbelde met de vraag om bij dEUS te komen spelen. Samen namen ze in 1996 het album In a Bar, Under the Sea op en gaan ze op tour. Datzelfde jaar nam hij met Rudy Trouvé het nummer Kathleen nr 1 op en speelde hij mee op het Kizz My Jazz-abum In Doc's Place, My Evening. Een jaar later volgde (eveneens met Kiss My Jazz) het album In The Lost Souls Convention, daarnaast was hij te horen op het Gore Slut-album These Days Are The Quiet.
In 1999 duikt hij opnieuw de studio in met dEUS en brengen ze het album The Ideal Crash uit. Na de bijhorende promotie en tour van dit album, maakte Craig in februari 2000 bekend dat hij dEUS verliet. Hij was een half jaar voordien in het huwelijk getreden en had daaraan zijn levensstijl aangepast. Hij werd door Tom Barman als diens klankbord beschouwd en vormde een rustpunt in de groep. Hij werd tijdelijk vervangen door Tim Vanhamel en later definitief door Mauro Pawlowski.
Kort daarop volgde het album Meet The Love Substitudes While The House Is On Fire van The Love Substitutes, waar hij wederom samen met Trouvé speelt en ook Pawlowski en Lenaerts actief waren. Daarnaast is hij datzelfde jaar actief bij Monokiri die in 2006 het album Surviving On Dreams And Casual Sex uitbracht en bij Pox dat in 2007  On Your House released. In 2005 was hij te horen op de dEUS-plaat Pocket Revolution.
Op 31 juli 2007 verscheen er een splitalbum, waarop hij samen met Rudy Trouvé en Mauro Pawlowski te horen is met solo-nummers. Zowel de openingstrack All Is Mask, als de afsluiter Attus Ksam Si Lla van het album werden door Craig Ward gebracht. Daarnaast werd Ward in deze periode actief in iH8 Camera. Deze groep nam reeds drie albums op, met name een titelloos debuut (2007), Volume 1 (2009) en Volume 2 (2011). Tevens bracht hij een titelloos album uit met A Clean Kitchen Is A Happy Kitchen. Voor dit project werkte hij onder anderen samen met Bootsie Butsenzeller, het alter ego van drummer Geert Budts van onder meer Die Anarchistische Abentunterhaltung. Voorts verbleef hij een tijd in Berlijn om albums voor bands als The Frames te producen.
Omstreeks 2010 ontmoette hij de Nederlandse Chantal Acda (bekend van de bands Chacda en Sleeping Dog) tijdens een vlucht naar Glasgow. Ze besloten samen muziek te maken en noemde het project True Bypass. De samenwerking resulteerde in 2011 in een titelloze langspeler. Dit album verscheen op het Britse Jezus Factory-label en kenmerkte zich door zijn intieme, verstillende liedjes.
In 2012 werkte hij samen met Roy Aernouts voor diens album Ik Ben een Meisje. Hierop was ook Tom Pintens te horen. De titeltrack werd een YouTube- en mediahit. Eind oktober 2012 werd het tweede album van True Bypass uitgebracht. De liedjesteksten werden nagenoeg allemaal geschreven door de Britse auteur Toby Litt.

## Discografie[13]

### Albums
- dEUS - In a Bar, Under the Sea (1996)
- Kiss My Jazz - In Doc's Place, Friday Evening (1996)
- Kiss My Jazz - In The Lost Souls Convention (1997)
- Gore Slut - These Days Are The Quiet Kind (1997)
- dEUS - The Ideal Crash (1999)
- The Love Substitutes - Meet The Love Substitutes While The House Is On Fire (2004)
- dEUS - Pocket Revolution (2005)
- Monokiri - Surviving On Dreams And Casual Sex (2006)
- The Love Substitutes - More Songs About Hangovers And Sailors (2006)
- Pawlowski, Trouvé & Ward - Pawlowski, Trouvé & Ward (2007)
- Pox - On Your House (2007)
- iH8 Camera - iH8 Camera (2009)
- iH8 Camera - Volume 1 (2009)
- True Bypass - True Bypass (2010)
- A Clean Kitchen Is A Happy Kitchen - A Clean Kitchen Is A Happy Kitchen (2011)
- iH8 Camera - Volume 2 (2011)
- Roy Aernouts - Ik Ben Een Meisje (2012)

### Ep's
- Kiss My Jazz - In Stained Glass (1997)
- The Love Substitutes - The Velvet Sailor EP (2005)

### Singles
- dEUS - Theme From Turnpike (1996)
- dEUS - Little Arithmetics (1996)
- dEUS - Roses (1996)
- dEUS - Fell Off The Floor, Man (1997)
- dEUS - Humo Sampler (1999)
- dEUS - Instant Street (1999)
- dEUS - Sister Dew (1999)
- dEUS - The Ideal Crash (1999)
- dEUS - Nothing Really Ends (2001)
- dEUS - 7 Days, 7 Weeks (2005)
- dEUS - What We Talk About (When We Talk About Love) (2006)
- dEUS - Sun Ra (2006)
- Cynthia Appleby & Friends - xeroxed music (1996)